# Holzdörfer
Der Begriff Holzdörfer bezeichnete 17 Dörfer im heutigen Kreis Stormarn. 
Die Bezeichnung Holzdörfer geht auf das Erdbuch des alten landesherrlichen Amts Trittau von 1708 zurück. Die Bezeichnung beruht darauf, dass die Bauern dieser Dörfer im Gegensatz zu anderen Dörfern Sonderrechte in der Waldnutzung besaßen. Neben der normalen Waldnutzung in der Hahnheide und angrenzenden Wäldern der Region, vorwiegend Schweinemast, Waldweide und Köhlerei, konnten die Bauern alle drei Jahre je Hufe einen Faden Nutz- und Radholz beanspruchen. Diese Sonderrechte bestanden bis in das 19. Jahrhundert.
Über die Einhaltung der Waldrechte und -pflichten wachten vier Holzvögte, die dem Trittauer Hausvogt unterstanden.
Bei den 17 Holzdörfern handelte es sich um:
Eichede, Grande, Grönwohld, Großensee, Hamfelde, Hoisdorf, Köthel, Kronshorst, Lütjensee, Mollhagen, Neritz, Oetjendorf, Sprenge, Rausdorf, Rümpel, Trittau und Witzhave.